# Urodon
Urodon là một chi thực vật trong họ Fabaceae bản địa của miền tây nam Australia.